# Lichtenau im Mühlkreis
Lichtenau im Mühlkreis è un comune austriaco di 508 abitanti nel distretto di Rohrbach, in Alta Austria.